# Собор Ковентрі
Собор (Ковентрі, Англія) (англ. Coventry Cathedral) — старовинний, доби ранньої готики собор в місті Ковентрі з давньою історією та трагічною долею поруйнованої пам'ятки в ХХ ст.

## Заснування
Первісно до 1095 року це була монастирська церква невеликого монастиря отців бенедиктинців. Її фундаторами вважають графа Лефрика та його дружину, легендарну і побожну леді Годіву. Збільшення та перебудову храму розпочали у 1095 році.
Роль собору відігравав тоді храм монастиря св. Марії. Богослужіння в тому храмі як в соборі відновили лише тоді, коли з міста Лічфілд вдалося переманити у Ковентрі єпископа.
Храм неодноразово перебудовували та збільшували у XIV та XV столітті. До XIX століття храм вважався найбільшим серед приходських церков Англії.  Його довжина досягала ста тридцяти (130) метрів. Лише  1918 року йому надали статус собору.

## Руйнація у 1940 році німецькими нацистами
14 листопада 1940 року храм був поруйнований під час бомбардувань німецькими нацистами. Втрачено все, вціліли лише декілька наріжних стін колишнього собору на вежа. 
Руїни розбирали під керівництвом Ричарда Говарда, колишнього ректора. З двох обгорілих балок колишнього храму він і наказав створити хрест, котрий розмістили в колишньому вівтарі.

## Прибудована частина

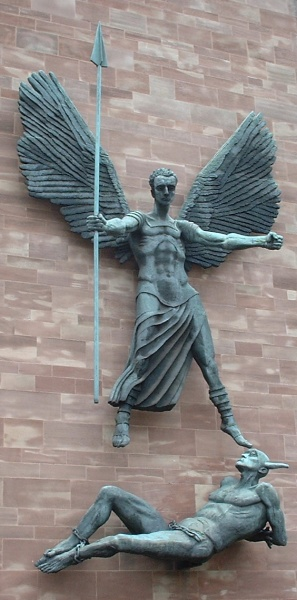

Собор в готичному стилі відновлювати після руйнації не стали. 1950 року був проведений архітектурний конкурс на створення нового собору св. Михаїла. Перемогу в конкурсі, куди подали близько двох стін проектів, надали проєкту архітектора Базіля Спенса.
Спенс проводив думку про побудову зовсім нового собору поряд з руїнами та старовинною вежею. Всі випадково збережені частини готичного собору ставали пам'яткою трагічним подіям, меморіальним садом з архітектурною руїною. Водночас храм існуватиме з новою прибудовою і створюватиме разом новий собор міста. На закладку першого каменю собору 23 березня 1956 року запросили королеву Єлизавету ІІ. 
Новітній собор висвятили 25 травня 1962 року.
Дещо стандартизована архітектура нового храму поряд з оригінальної частиною доби готики викликала дискусії (вона зального типу). Емоційності архітектурному образу храму надали завдяки псевдоготичним склепінням, великим площинам новітніх вітражів, скульптурі архангела Михаїла (що перемагає диявола) на фасадному мурі новітньої прибудови. Незвично був декорований і головний вівтар, де розмістили новітній аррас з велетенською фігурою Христа та біблійними сценами меншого розміру на зеленому тлі. Має храм і невелику каплицю.

## Соборна вежа
Від колишньої готичної споруди монастирської церкви св. Михаїла випадково збережена старовинна вежа. Її висота сягає позначки у 90 м., за іншими даними 100. Вежа собору Ковентрі відіграє важливу роль архітектурної домінанти в місті.
Це одна з найвищих веж в країні, котру перебільшують лише вежі соборів у Солсбері та у Нориджі.

## Обрані фото (галерея)

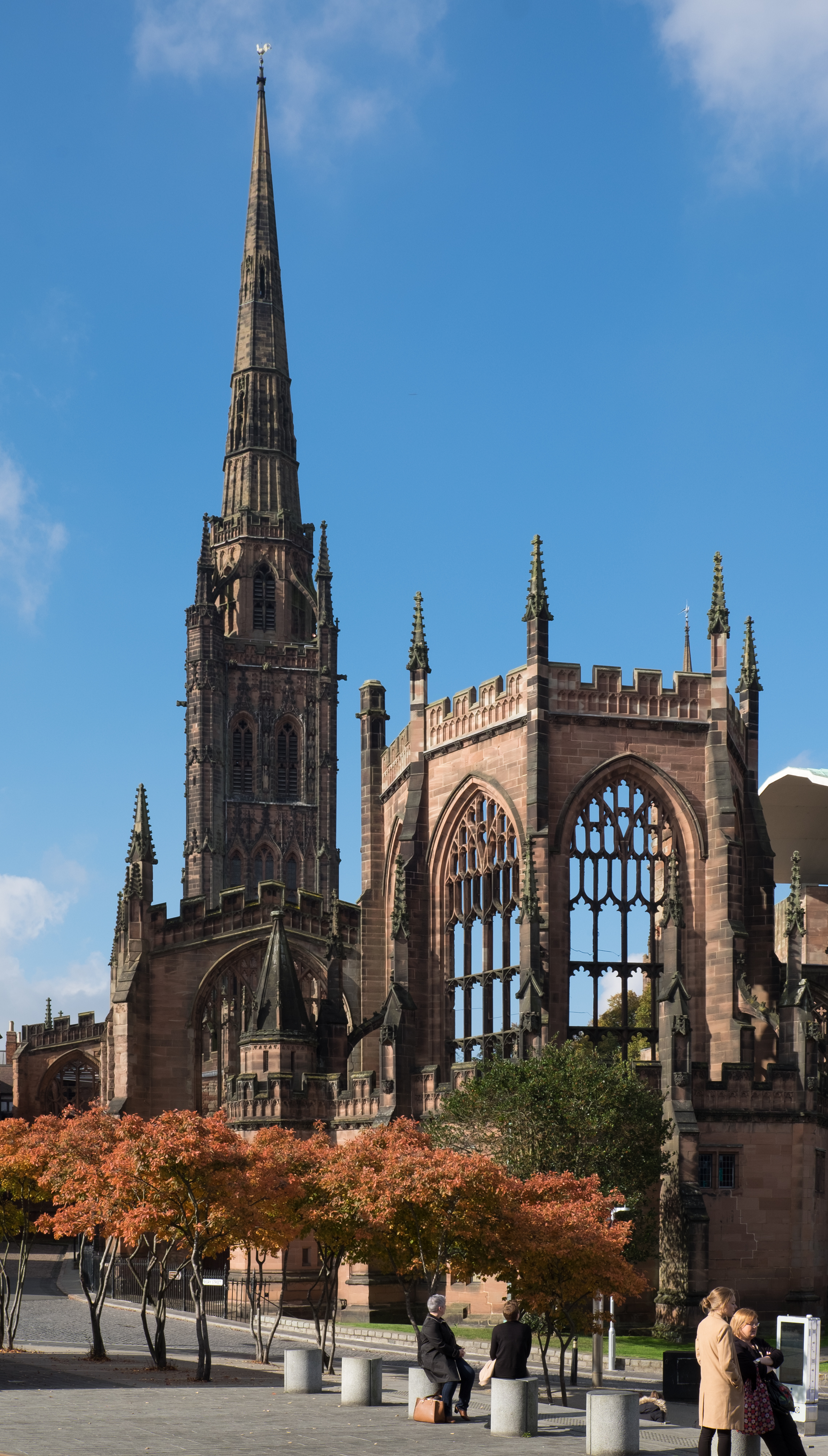
Стометрова вежа собору св. Михаїла, все, що залишилось від колишнього готичного собору 11 ст.

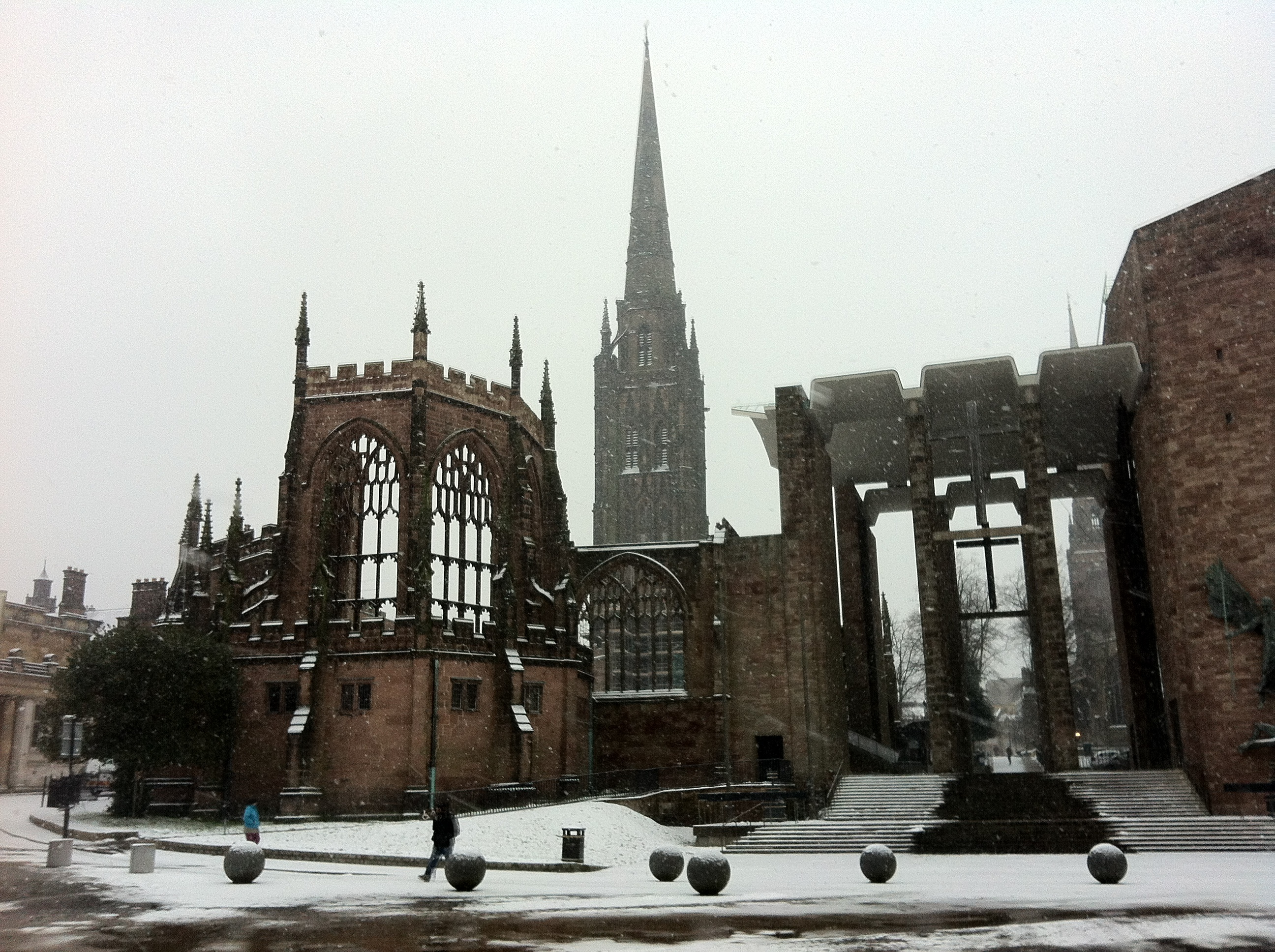
Місто Ковентрі, під снігом взимку.
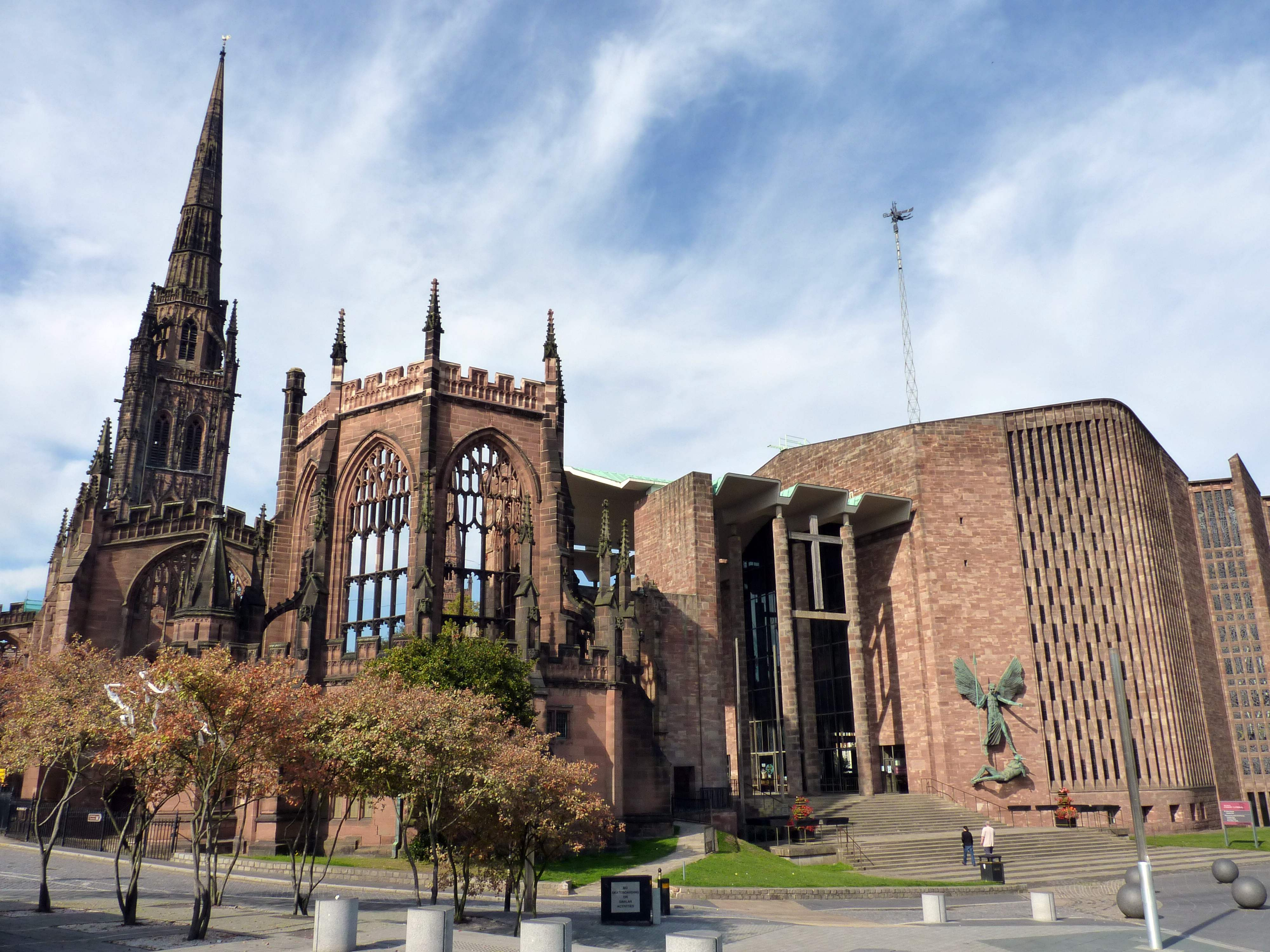
Собор Ковентрі, руїна готичної споруди з прибудованою частиною

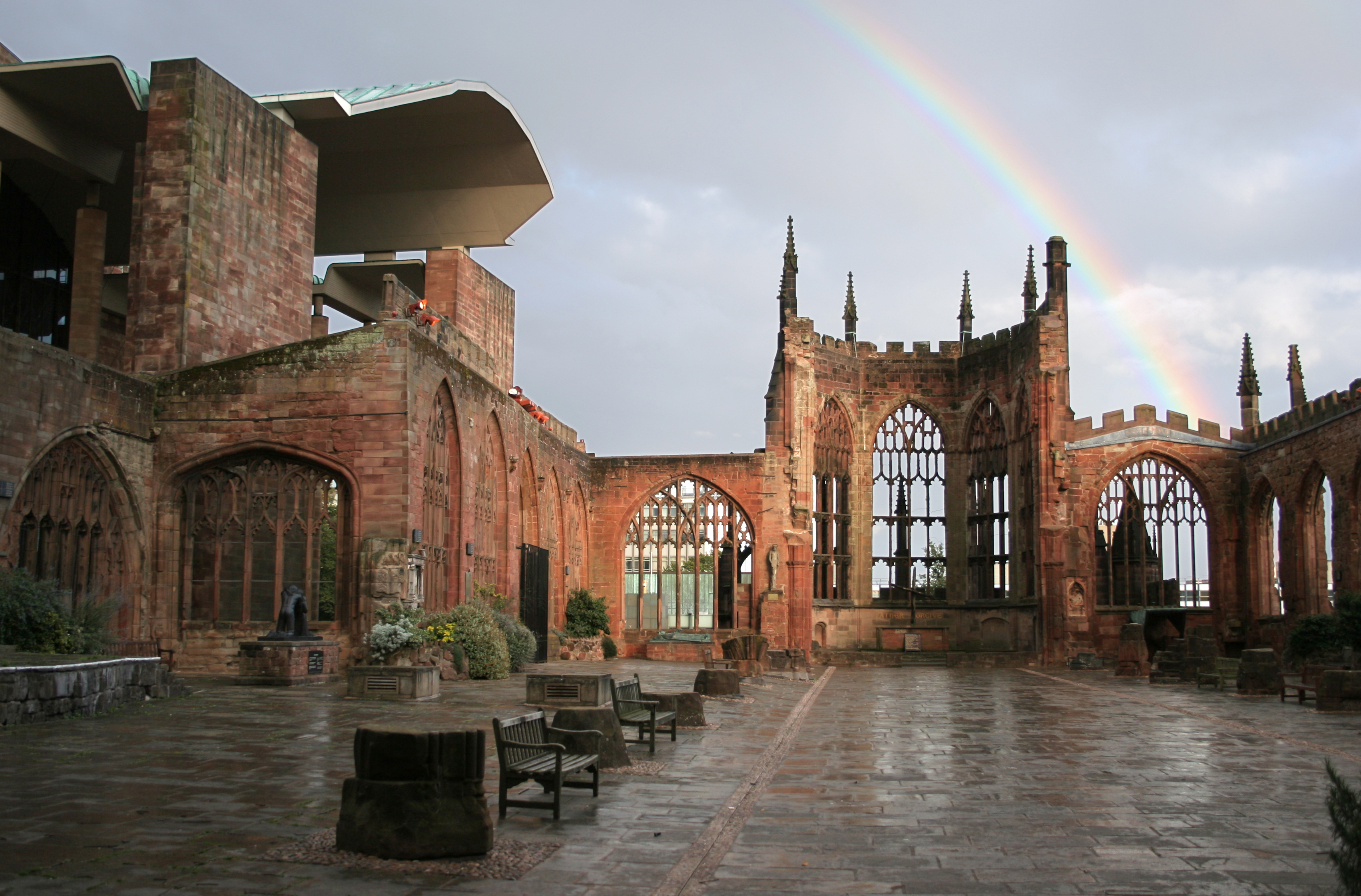
Колишній внутрішній простір готичного обору, фото 2006 року
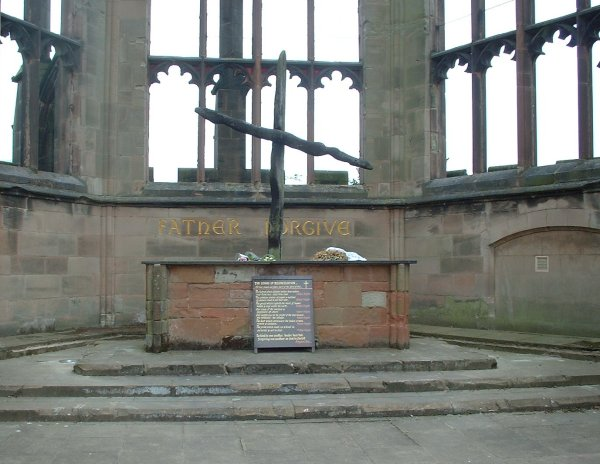
Колишній вівтар зі зголілим хрестом
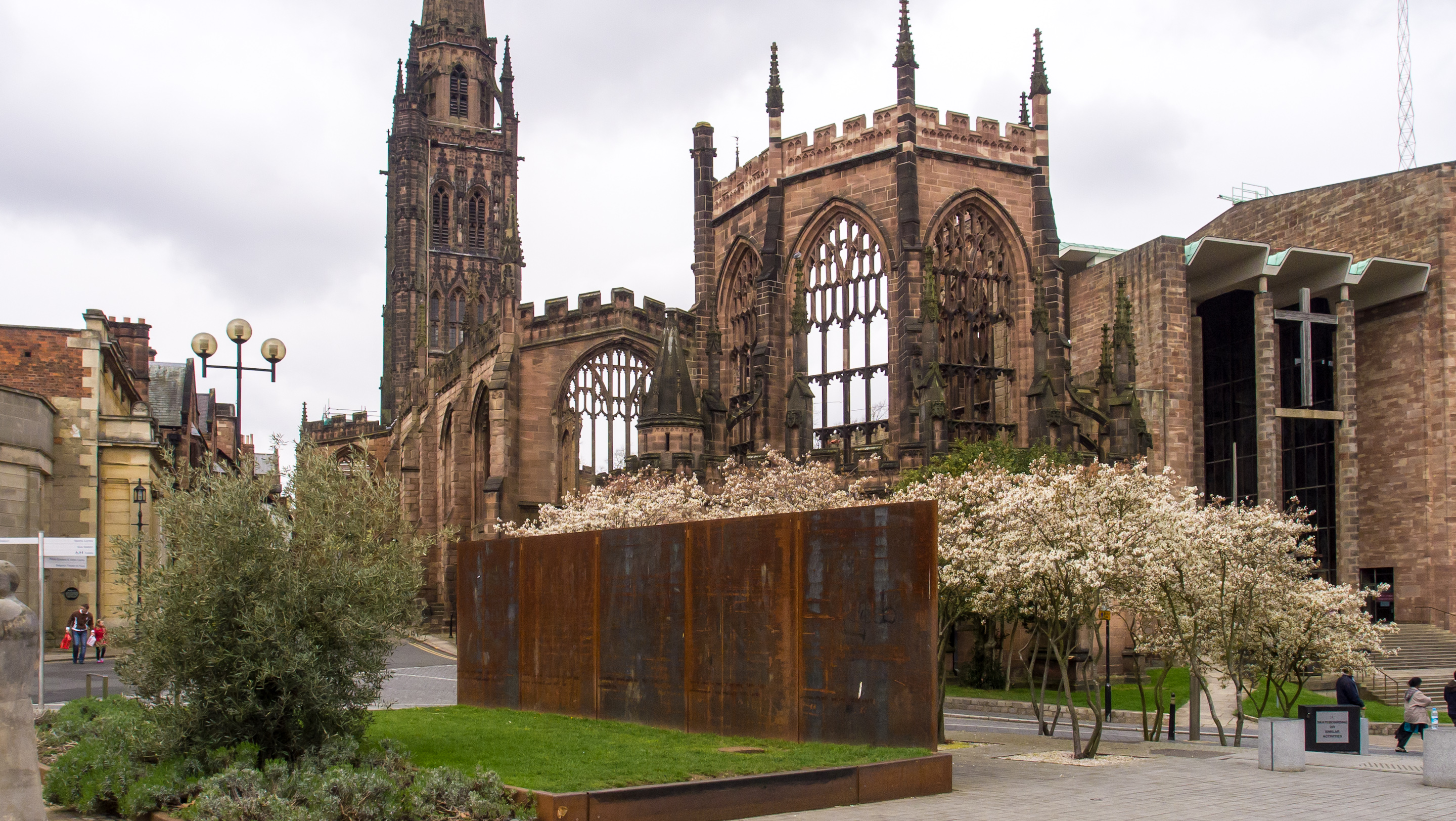
Руїна собору від Університетської площі, фото 2012 р.
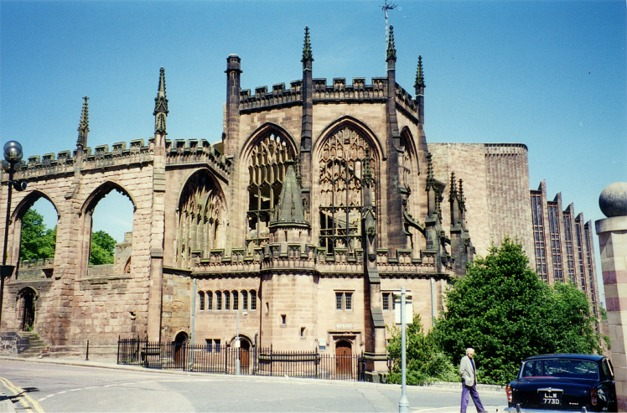
Мури собору і зріст дорослої людини, фото 1997 р.

## Новітня прибудована частина храму

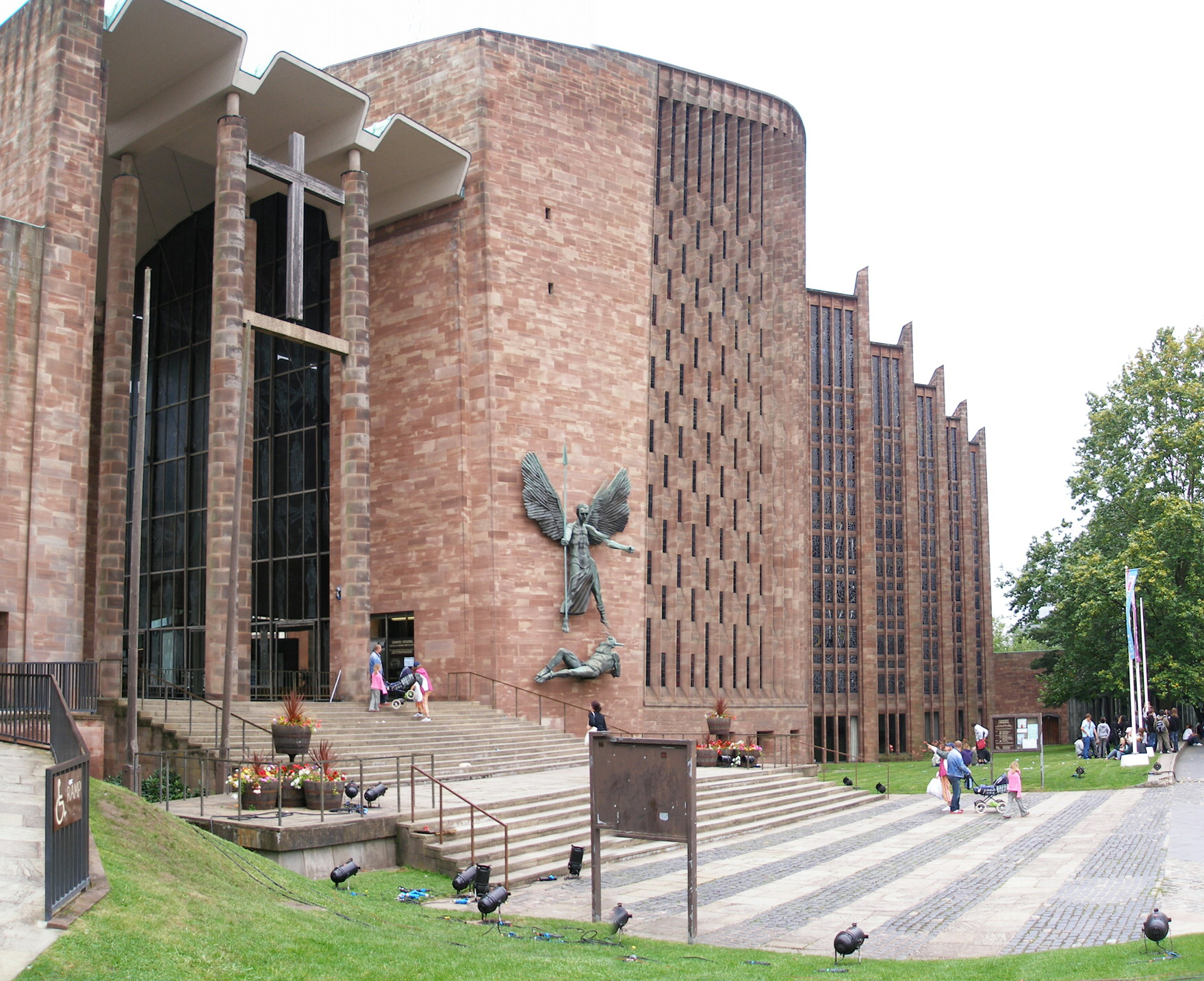
Новітня прибудована частина храму, головний фасад

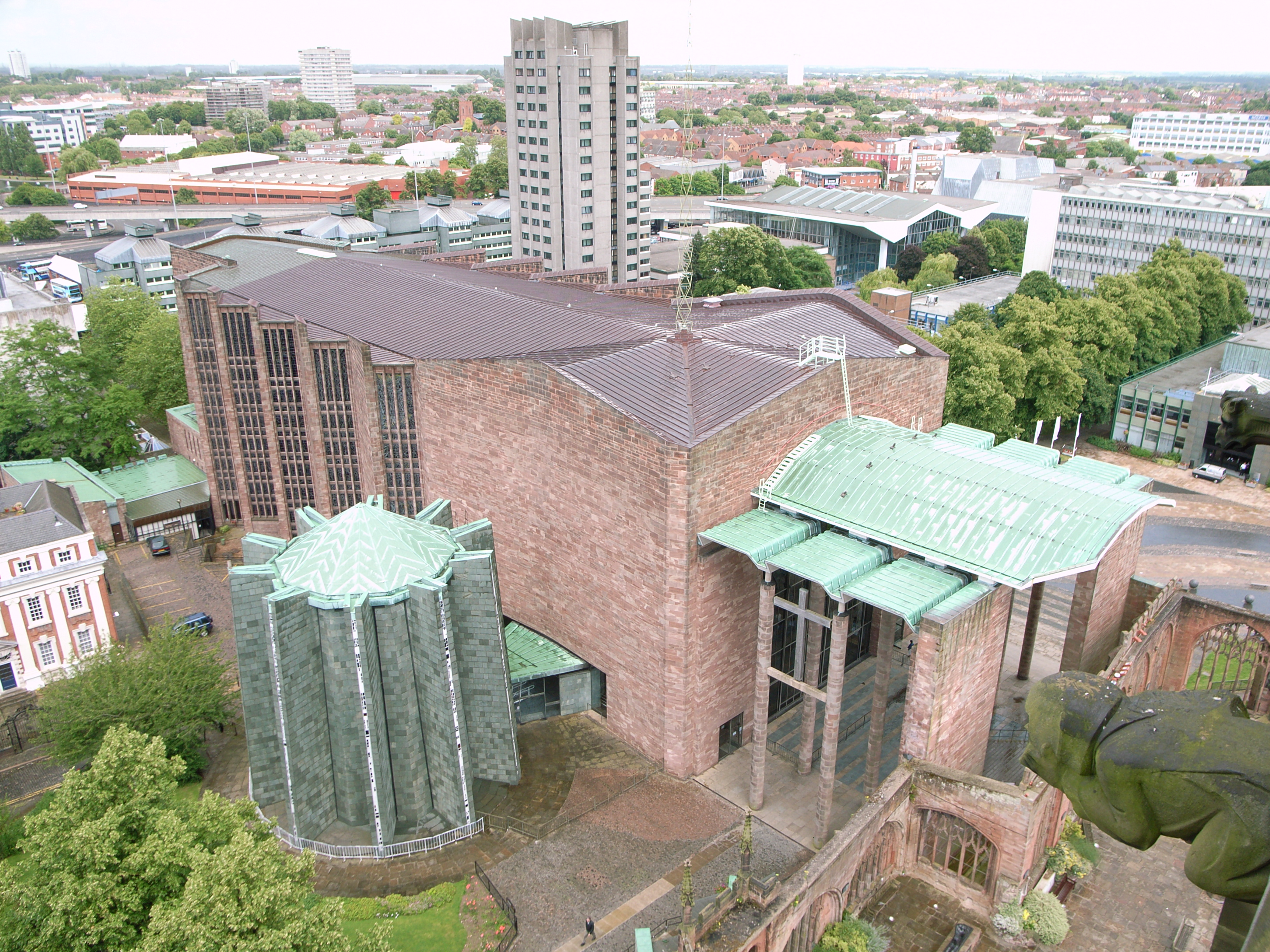
Вигляд прибудованої частини з вежі собору
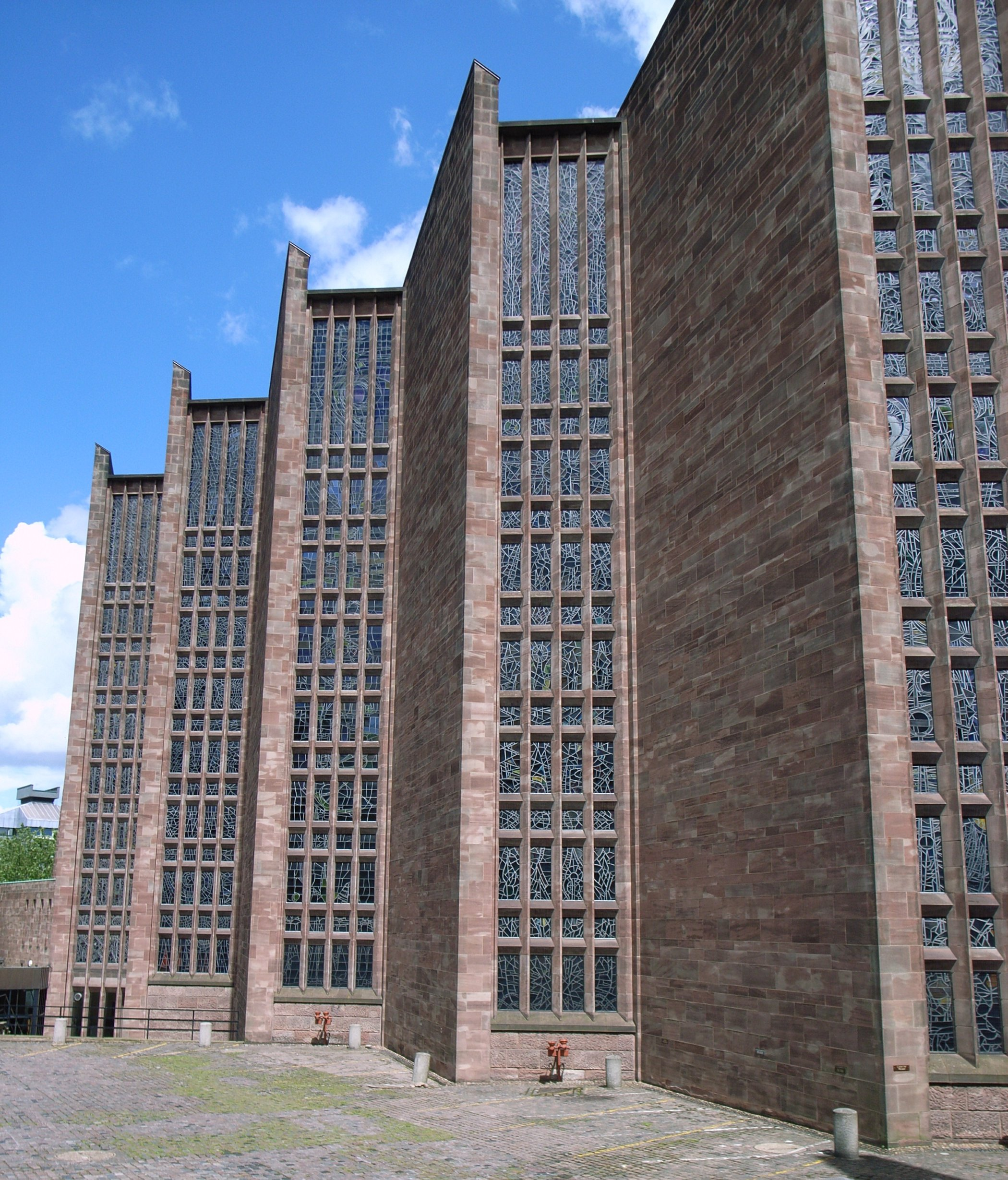
Храмові вікна з вітражами прибудови, фото 2008 р.
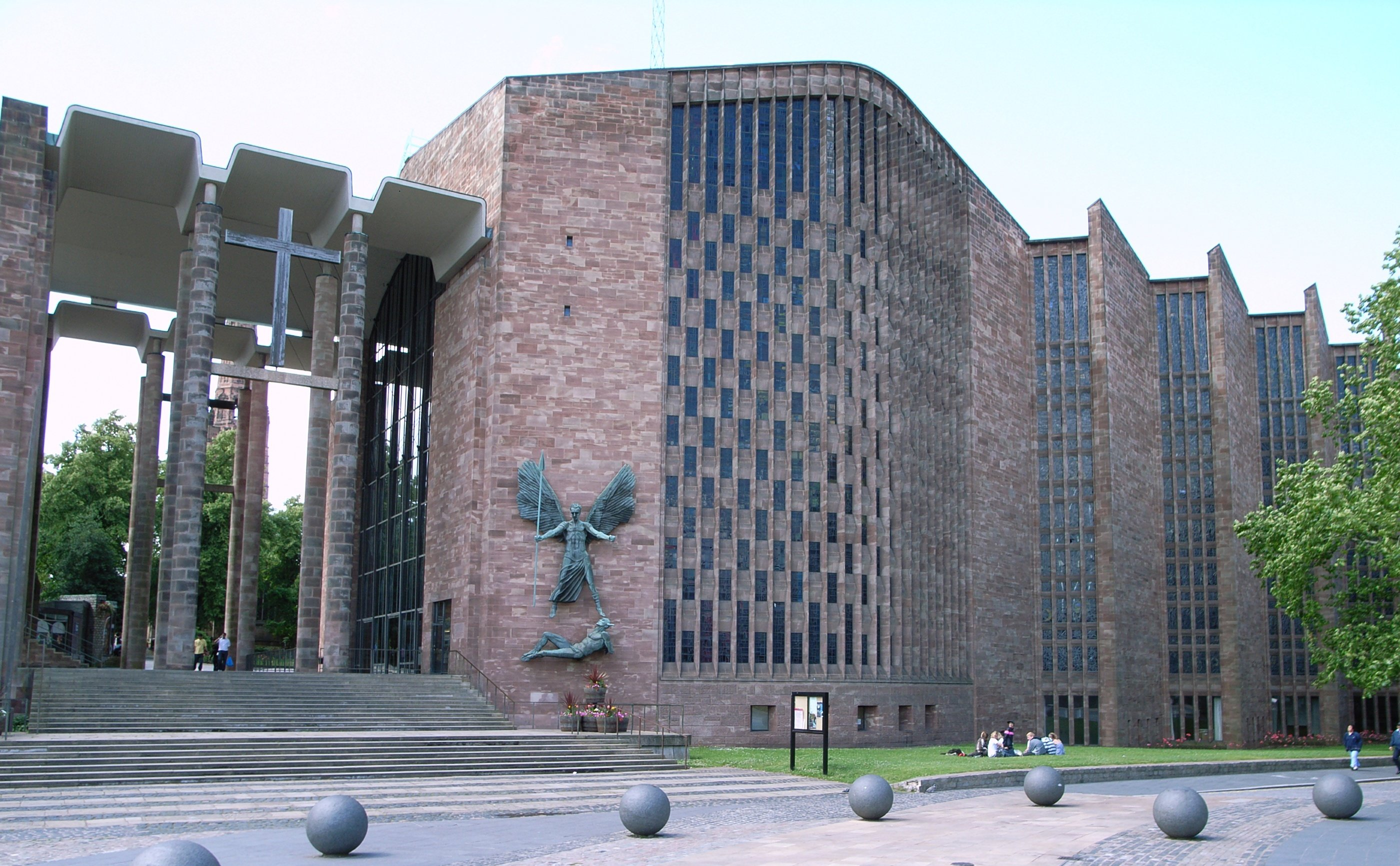
Фото 2008 р.
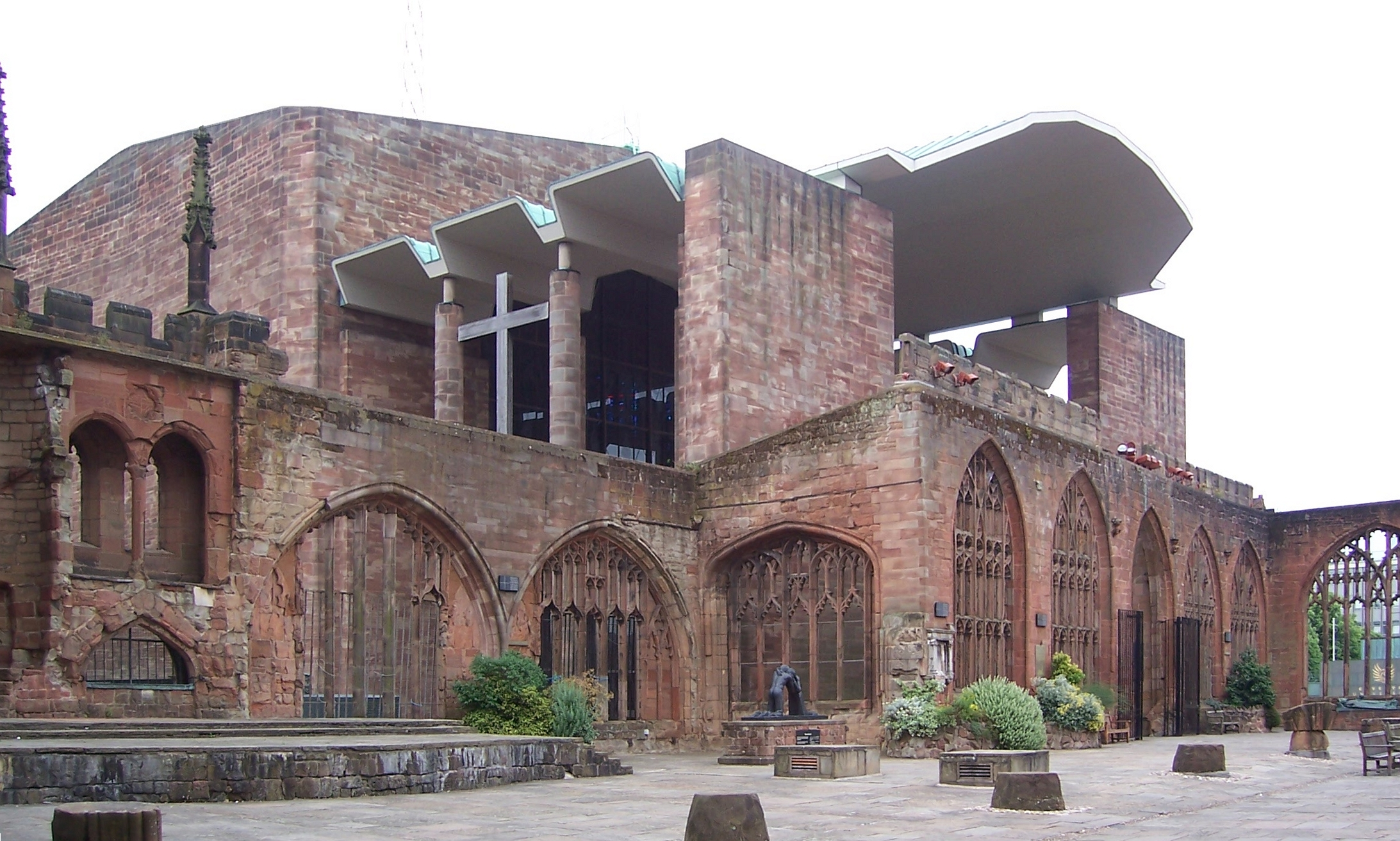
Прибудована частина від колишнього простору собору, фото 2004 р.
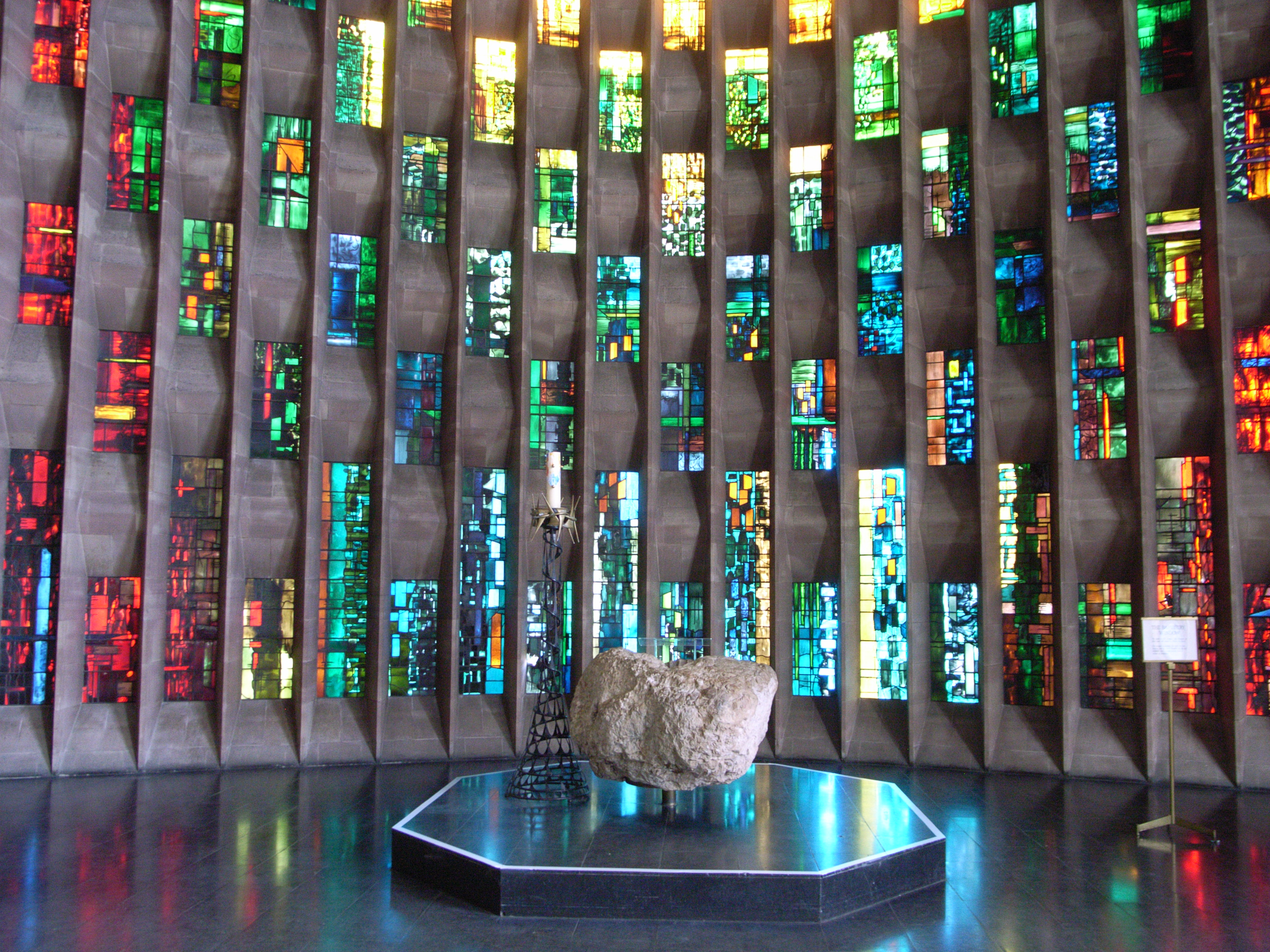
Сучасні вітражні вікна, фото 2008 р.
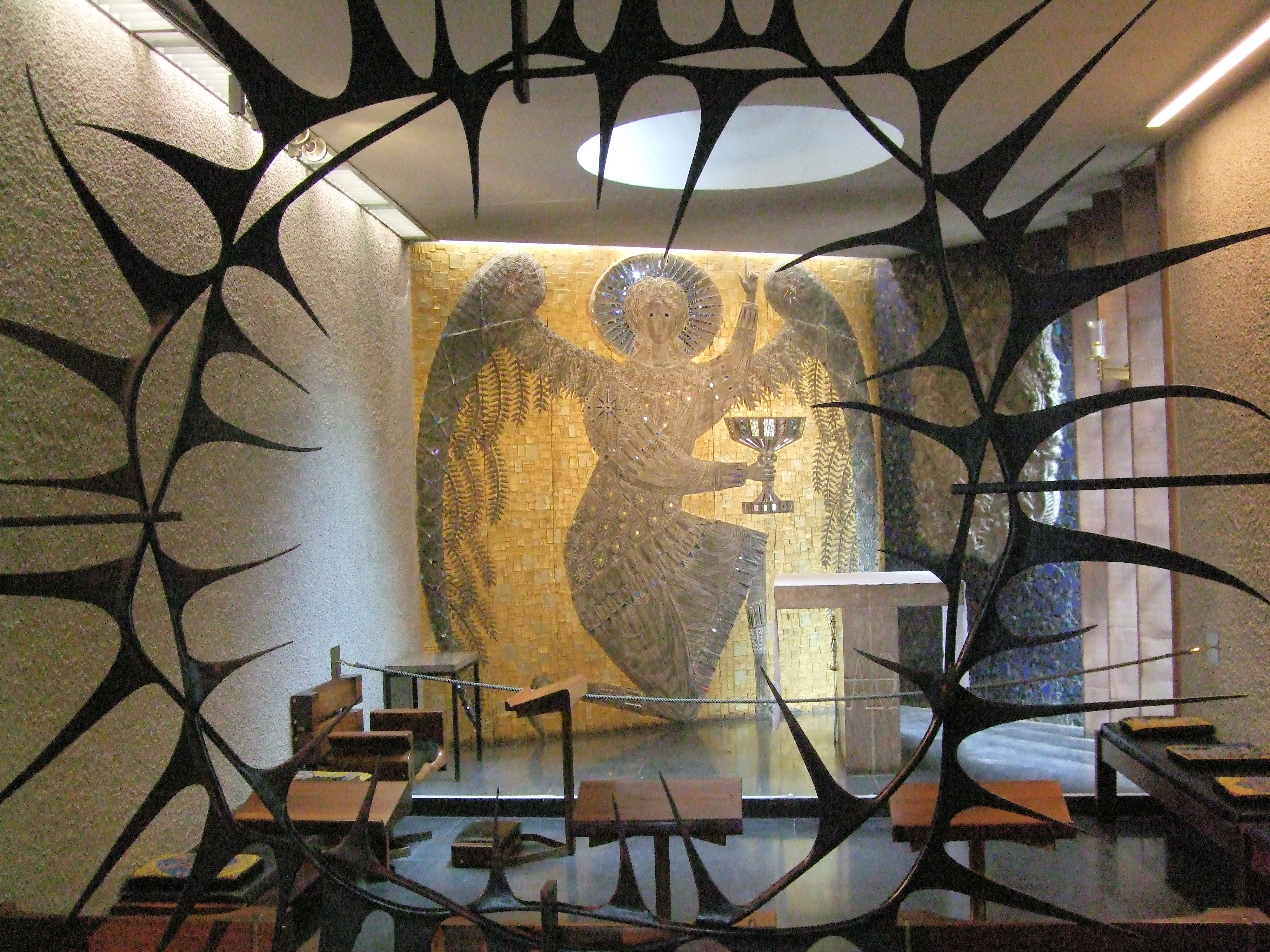
Вівтар каплиці з мозаїкою янгола, фото 2010 р.
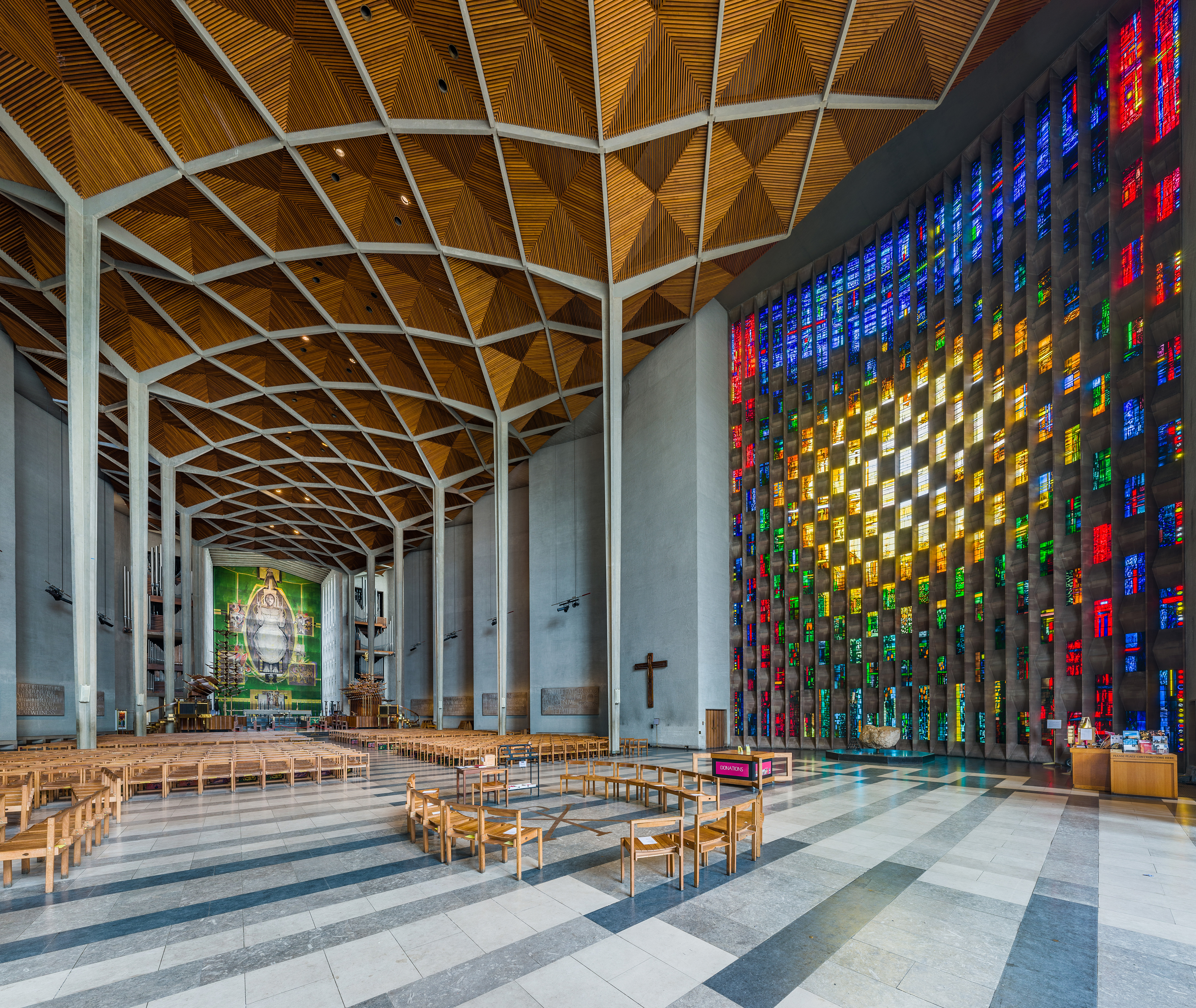
Інтер'єр прибудованої частини, фото 2014 р.
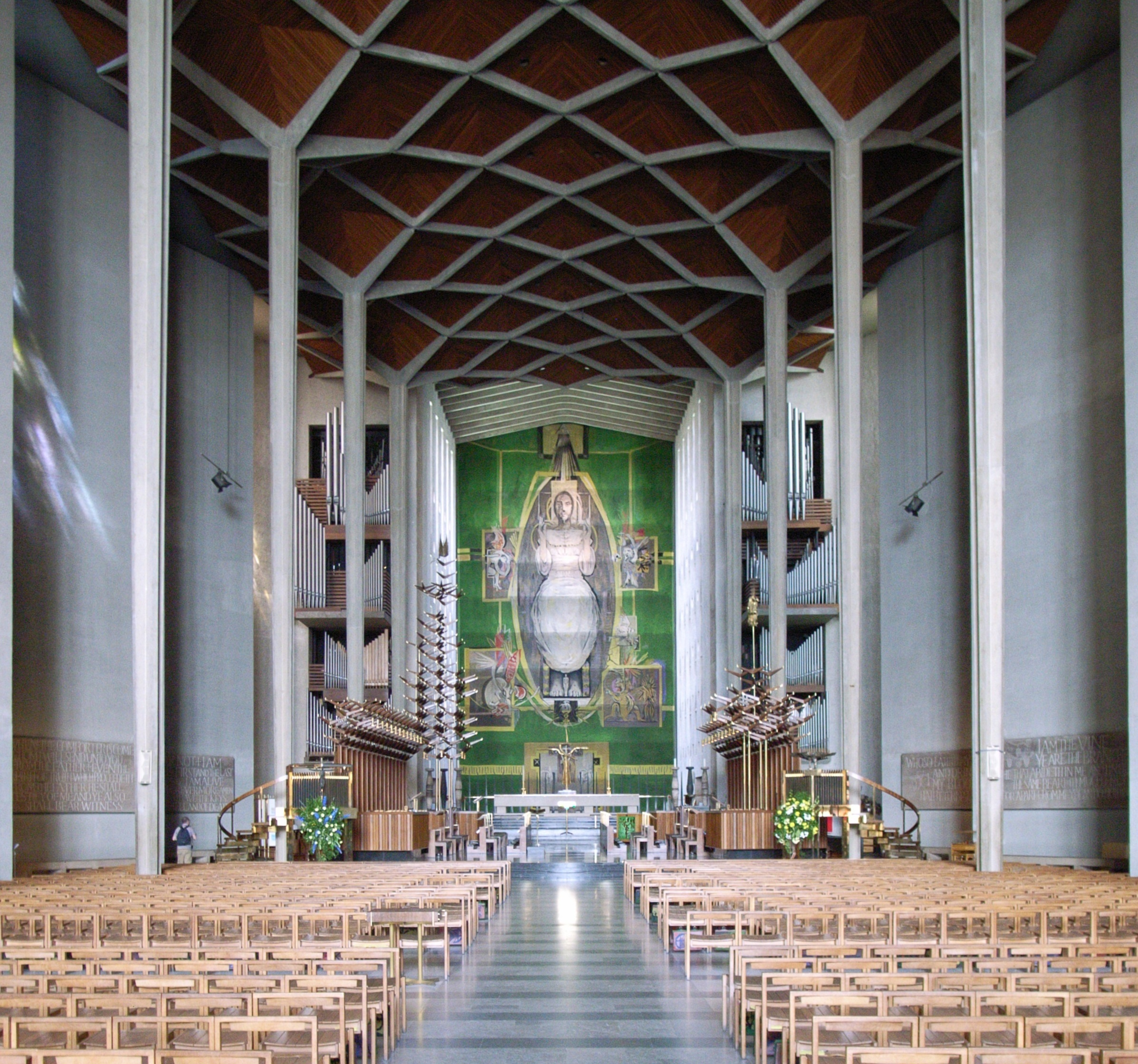
Аррас з образом Христа у вівтарі храму, фото 2008 р.
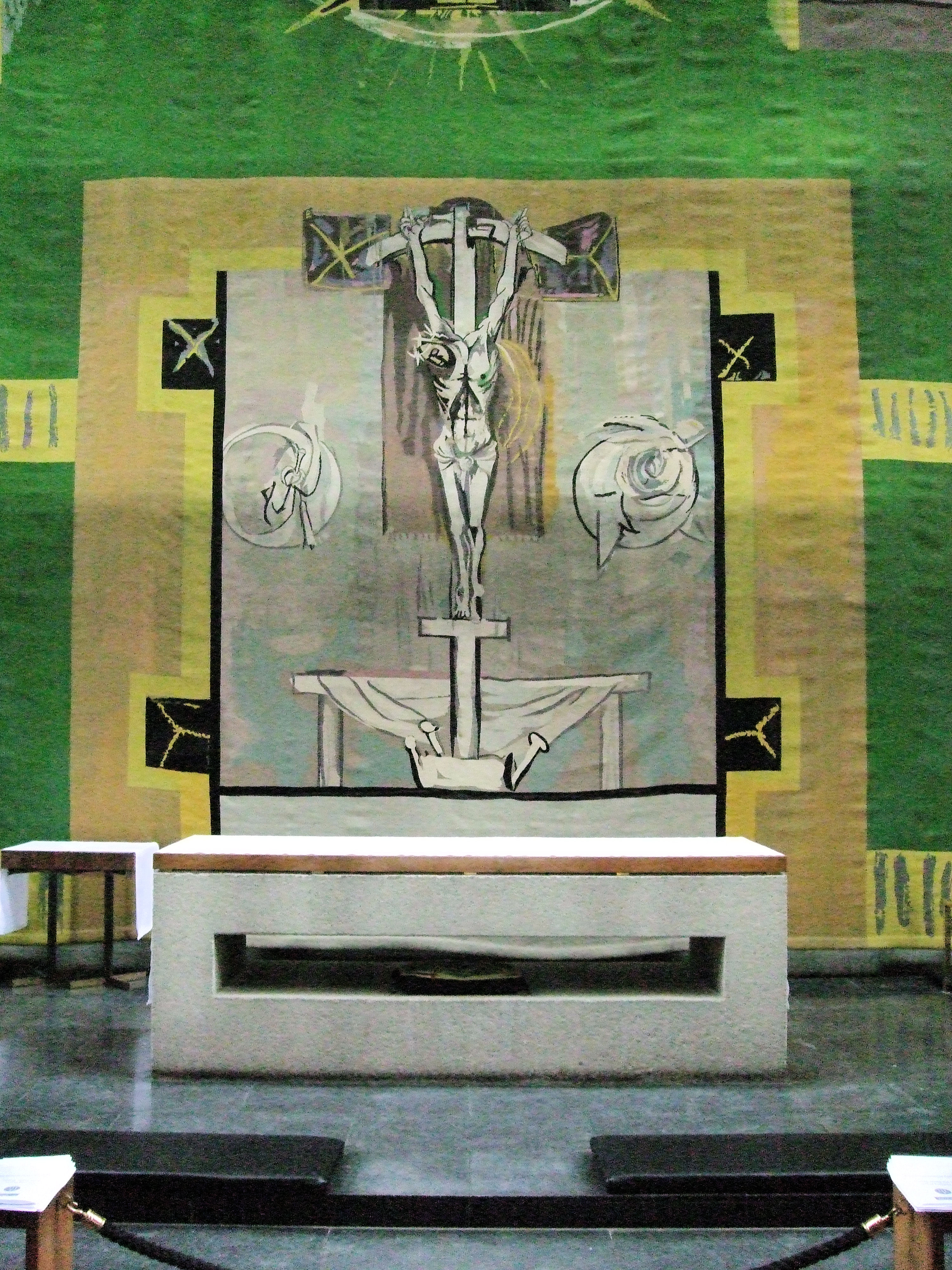
Нижня частина вівтарного килима з розп'яттям, фото 2010 р.
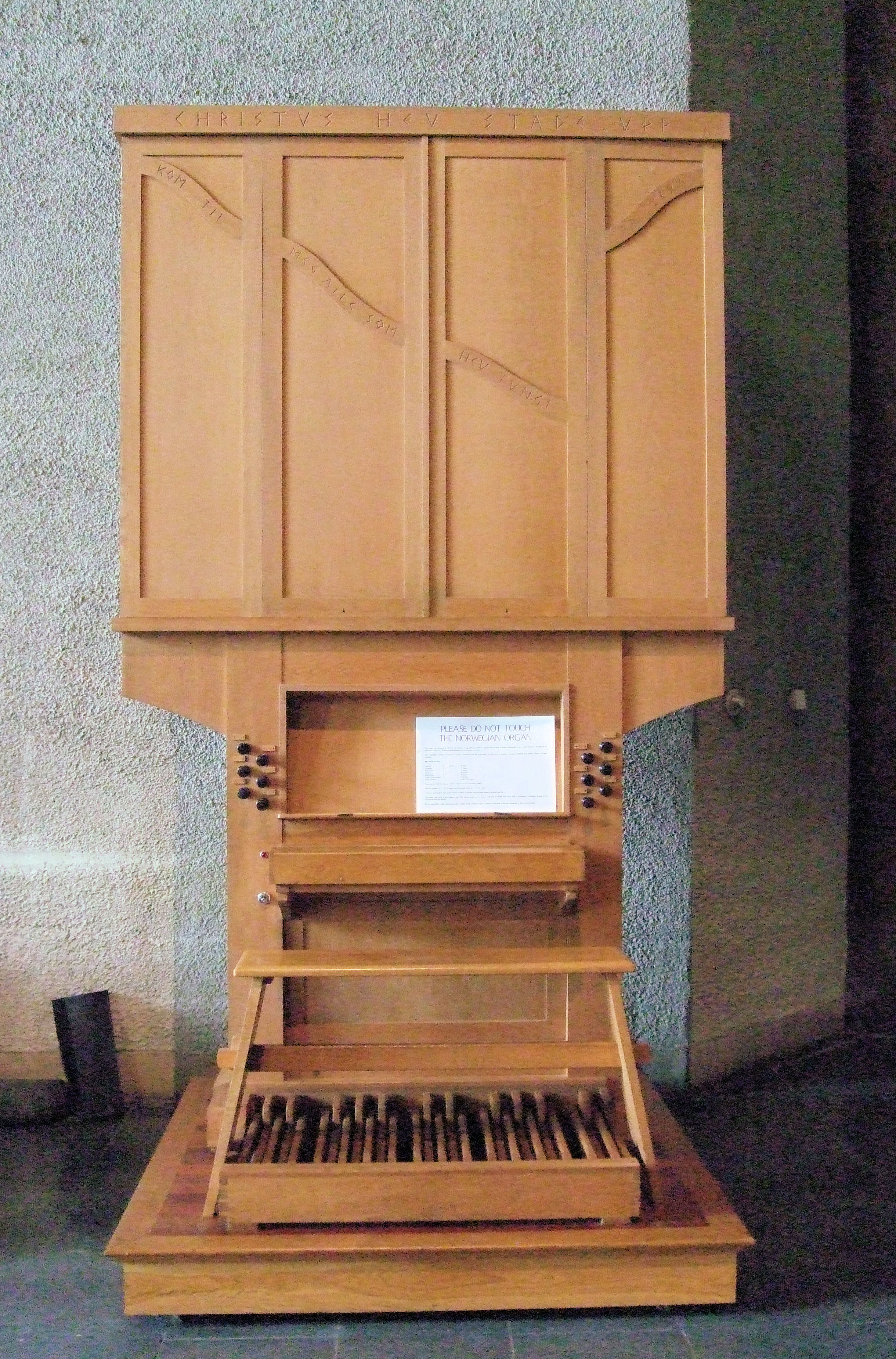
Орган для супроводу богослужінь